# Yang Zuotao
Yang Zuotao, més conegut pel nom anglés Cyrus "Cy" Young (xinès simplificat: 杨左匋, pinyin: Yáng Zuǒtáo; Suzhou, 7 de març de 1897 - Los Angeles, 16 de gener de 1964) va ser un animador d'efectes especials sino-estatunidenc, més conegut pel seu treball per a The Walt Disney Company.
Young era el germà del polític xinés Yang Qianli (pare del director de cinema de Hong Kong Evan Yang), de l'arquitecte Yang Xiliu (S.J. Young), de l'empresari Yang Xiren i de Yang Renlan (mare del sociòleg Fei Xiaotong). Va realitzar alguns reballs d'animació a la Xina anomenats Pausa i Any Nou. El primer treball de Young als Estats Units va ser com a animador principal al curtmetratge de 1931 "Mendelssohn's Spring Song", un projecte completat mentre era estudiant a la ciutat de Nova York. Disney va quedar tan impressionat amb el seu treball que el va contractar per ser el cap del nou departament d'animació d'efectes especials i es va associar amb l'animador Ugo D'Orsi.
Frank Thomas i Ollie Johnston van escriure al seu llibre Disney Animation: The Illusion of Life; "Durant els anys trenta, tot el departament d'Efectes estava format només per dos homes: Ugo D'Orsi, un italià directe, tossut i dedicat, i Cy Young... tranquil i sensible... a qui li agradava tocar el violí baix com a hobby". Thomas i Johnston van afegir: "Com que [D'Orsi i Young] van fer la major part del treball ells mateixos, només necessitaven un sol assistent entre ells". El primer gran projecte del departament va ser Blancaneus i els set nans. També va treballar a Fantasia i Dumbo. Va ser un animador no acreditat a Bambi (1942).
Young va deixar l'estudi després de la vaga d'animadors de Disney de 1941 i va treballar com a artista i empleat a la Força Aèria, on va treballar en diversos projectes. Es va suïcidar per sobredosi de barbitúrics el gener de 1964.